# Аналіз поведінки користувачів
Аналітика поведінки користувачів (АПК, англ. User behavior analytics, UBA) — це процес комп'ютерної безпеки, що стосується виявлення внутрішніх загроз, цілеспрямованих атак і фінансового шахрайства, який відстежує користувачів системи. АПК вивчає моделі людської поведінки, а потім аналізує спостереження, щоб виявити аномалії, які можуть сигналізувати про потенційні загрози.

## Призначення
Призначення АПК, за словами Джони Тіл Джонсон з Nemertes Research, полягає в тому, що «Системи безпеки надають настільки багато інформації, що важко виявити інформацію, яка дійсно вказує на потенційну можливість реальної атаки. Інструменти аналітики допомагають зрозуміти величезну кількість даних, які збирають SIEM, IDS/IPS, системні журнали та інші інструменти. Інструменти АПК використовують спеціалізований тип аналітики безпеки, який фокусується на поведінці систем і людей, які ними користуються. Технологія АПК спочатку розвинулась у сфері маркетингу, щоб допомогти компаніям зрозуміти та  спрогнозувати купівельні моделі споживачів. Згодом виявилося, що АПК також може бути надзвичайно корисним інструментом і у контексті безпеки».